# Jackson Township (comté de Carter, Missouri)
Pour les articles homonymes, voir Jackson Township.
Jackson Township est un township du comté de Carter dans le Missouri, aux États-Unis,.  Le township est fondé en 1873 et baptisé en référence à Andrew Jackson,  7e président des États-Unis.

## Source de la traduction
- (en) Cet article est partiellement ou en totalité issu de l’article de Wikipédia en anglais intitulé « Jackson Township, Carter County, Missouri » (voir la liste des auteurs).